# Kyzylordská oblast
Kyzylordská oblast (kazašsky Қызылорда облысы, rusky Кызылординская область - do roku 1996 psáno s pomlčkou Кзыл-Ординская область) je oblast na jihu Kazachstánu. Byla založena 15. ledna 1938 v rámci Kazašské SSR. V letech 1962-64 byla součástí Jihokazašského kraje. Má rozlohu 226 000 km². Má 596 300 obyvatel a nachází se v ní 3 města a 7 sídel městského typu. Je rozdělena na 7 administrativních okresů. Hlavním městem je Kyzyl-Orda.

## Poloha
Oblast hraničí se třemi oblastmi Kazachstánu (Akťubinskou na severozápadě, Karagandskou na severovýchodě a Jihokazašskou na jihovýchodě) a s Karakalpackou republikou a Navoiským vilajátem v Uzbekistánu. Na území oblasti se nachází Kosmodrom Bajkonur a bývalý přístav Aralsk.
Oblast leží východně od Aralského jezera na dolním toku Syrdarji v Turanské nížině (nadmořská výška 50 až 200 m). Na levém břehu jsou pahorkovité řadové písky pouště Kyzylkum. Jsou prořezány vyschlými rameny Žanadarji a Kuandarji. Na pravém břehu jsou vyvýšeniny (Egizkara 288 m), písečné úseky (Aryskum) a nehluboké kotliny vyplněné slanisky. Na severu jsou masívy kopcovitých písků (Malé Barsuki a Přiaralské Karakumy). Na samém jihovýchodě do oblasti zasahují výběžky hřbetu Karatau (do 1419 m).

## Klima
Klima je ryze kontinentální, velmi suché. Léto je horké a suché. Zima je relativně teplá, krátká, s malým množstvím sněhu. Průměrná teplota v červenci 25,9 °С na severozápadě a 28,2 °C na jihovýchodě a v lednu -3,5 °С na severozápadě a –1,9 °C na jihovýchodě. Množství srážek za rok je na severozápadě u pobřeží Aralského jezera 100 mm (nejméně v Kazachstánu) a na jihovýchodě v předhůří Karatau do 175 mm.

## Vodní zdroje
Do území oblasti zasahuje severovýchodní část Aralského jezera. Jeho břehy jsou rozčleněny mnohými zátokami a zálivy (Saryšiganak, Ševčenko, Tuščibas, Černyšjova a Bozkol) s velkým množstvím poloostrovů a ostrovů. Dnes jsou však většinou vyschlé v důsledku vysychání celého jezera. Jediná velká řeka oblasti je Syrdarja, která protéká středem oblasti z jihovýchodu na severozápad v délce 1000 km. Má velmi členité koryto s množstvím průtoků a ramen a rozsáhlou bažinatou deltou. Za účelem ochrany před povodněmi podél břehů řeky byly postaveny hráze. V r 1956 byla na Syrdarji postavena Kyzylordská přehrada a v r. 1958 byla voda vypuštěna korytem Žanadarji kvůli zavlažení polí a pastvin. V r 1969 byla zahájena stavba Kazalinského hydrouzlu. V oblasti je mnoho slaných jezer (Žaksy-Kylyš, Kamyslybas, Arys), která v létě často vysychají. V jezerech Kupek a Teresken je léčivé bahno. Na severovýchodě oblasti zaniká v poušti dolní tok řeky Sarysu.

## Půdy a flóra
Převážnou část oblasti zabírají písky většinou bez rostlin. Na zpevněných píscích roste pelyněk a kostřava. Částečně jsou písky naváté na hnědých a šedých písčitých slaných půdách. Ve sníženinách mezi písky prorůstají kozince, zástupci rodu calligonum a pýry. Kopcovité písky jsou pokryté bílým saksaulem, tamaryškem, tereskenem, bijugrunem a pelyňkem. Podél toku Syrdarji jsou náplavové a luční, často slané půdy, pokryté lučním rostlinstvem s řídkými lesíky a křovisky (vrby, topoly, hlošiny). V deltě a podél břehů jsou rozsáhlé porosty rákosu.

## Fauna
V pouštích se vyskytuje mnoho šelem (korsaci, vlci), sudokopytníků (sajga tatarská) a také hlodavců a ptáků (kurovití). V deltě Syrdarji je aklimatizovaná ondatra. V řece a jezerech je také mnoho ryb (kapři, cejni, plotice, sumci, candáti, okouni, jeseteři, boleni, usači). Na ostrově Barsakelmes je přírodní rezervace (sajgy, gazely, osli).